# René Carrière
René Carrière (ur. 10 marca 1911 roku w Marsylii, zm. 22 marca 1982 roku) – francuski kierowca wyścigowy.

## Kariera
W swojej karierze wyścigowej Carrière poświęcił się startom w wyścigach Grand Prix oraz w wyścigach samochodów sportowych. W 1938 roku Francuz był klasyfikowany w Mistrzostwach Europy AIACR. Z dorobkiem 28 punktów uplasował się wówczas na czternastej pozycji w klasyfikacji generalnej. W latach 1934-1935, 1937-1938 Carrière pojawiał się w stawce 24-godzinnego wyścigu Le Mans. W pierwszym sezonie startów uplasował się na czwartej pozycji w klasie 1.1, co oznaczało dwunaste miejsce w klasyfikacji generalnej. Rok później stanął na najniższym stopniu podium w klasie 1.5, a w klasyfikacji generalnej był siódmy. Po roku przerwy powrócił w 1937 w klasie 5. Został sklasyfikowany na czwartym miejscu, a rok później był ósmy.